# Hormonothérapie
 (février 2024).
Si vous disposez d'ouvrages ou d'articles de référence ou si vous connaissez des sites web de qualité traitant du thème abordé ici, merci de compléter l'article en donnant les références utiles à sa vérifiabilité et en les liant à la section « Notes et références ».
En médecine, l'hormonothérapie est un traitement médicamenteux à base de différentes hormones parmi lesquelles les hormones de croissance et les hormones sexuelles, les hormones thyroïdiennes et bien d'autres molécules endogènes. Ce traitement visant en principe à remplacer la sécrétion d'une hormone, les termes hormonosubstitution ou traitement hormonal substitutif (THS) sont parfois utilisés pour le désigner.

## Chez l'être humain
L'hormonothérapie est utilisée dans de nombreux cas :
- traitement hormonal substitutif de la ménopause ;
- traitement du syndrome de Klinefelter ;
- traitement du syndrome de Turner ;
- transition hormonale ;
- traitement avec des hormones de croissance pour pallier leur carence chez certaines personnes ;
- traitement avec des hormones thyroïdiennes contre l'hypothyroïdie ;
- traitement de substitution de la calcitonine à la suite d'une parathyroïdectomie ;
- traitement de substitution de la testostérone pour les hommes ayant un faible niveau de celle-ci à cause de maladies ou du vieillissement ;
- traitement du cancer[réf. nécessaire].

La pilule contraceptive est une forme d'hormonothérapie.
Des traitements anti-hormonaux sont aussi utilisés.

## Effets secondaires
Selon la cause de l'utilisation de l'hormonothérapie, de la dose, ou bien des hormones utilisées, il est possible que des effets secondaires apparaissent. Le nombre d'effets ainsi que leur intensité varient entre chaque patient. Les effets peuvent se cumuler et apparaitre à tout moment lors du traitement.
Effets secondaires potentiels durant l'hormonothérapie : 
- fatigue
- nausée et vomissements. Ces effets secondaires s'atténuent généralement au long du traitement par acclimatation du corps au médicament.
- augmentation du poids, certaines hormones prescrites altèrent l'appétit et augmentent la rétention d'eau
- perte partielle ou totale de libido
- ménopause précoce. Certaines hormones utilisées pour l'hormonothérapie, comme l'œstrogène et la progestérone, sont des hormones naturellement produites durant la ménopause chez la femme. Ces hormones peuvent simuler une ménopause temporaire ou permanente.
- impuissance
- troubles de la fertilité. Ils peuvent être temporaires ou permanents et sont causés par une suppression de la production des spermatozoïdes et des ovules[2].
- diarrhée. L'hormonothérapie peut avoir des effets sur les cellules tapissant le tube digestif. L'hormone administrée ou la dose a plus ou moins de chance de résulter en diarrhée.
- douleur musculaire ou articulaire
- formation de caillots sanguins. La prise d'hormone comme l'œstrogène peut augmenter le nombre de protéines de coagulation, pouvant mener à un caillot de sang[3].
- ostéoporose. Il s'agit d'une conséquence à long terme de l'hormonothérapie. La perte osseuse peut être évitée par la prise supplémentaire de vitamine D et de calcium.